# Duncan Hamilton
 Duncan Hamilton  va ser un pilot de curses automobilístiques britànic que va arribar a disputar curses de Fórmula 1.
Duncan Hamilton va néixer el 30 d'abril del 1920 a County Cork, Irlanda. Va morir el 13 de maig del 1994 a Sherborne, Dorset, Anglaterra.

## A la F1
Va debutar a la segona temporada de la història del campionat del món de la Fórmula 1, l'any 1951, disputant el 14 de juliol del 1951 el GP de Gran Bretanya, que era la cinquena prova de la temporada.
Duncan Hamilton va participar en cinc curses puntuables pel campionat de la F1, disputades al llarg de tres temporades, 1951, 1952 i 1953.
Fora del campionat de la F1 va disputar nombroses proves amb millors resultats que en les curses oficials.

## Resultats a la Fórmula 1
Va adquirir el seu màxim nivell de fama, quant va donar la victoria a l'equip Jaguar en el gran premi de Lemans del (1953), el qual va disputar i va vèncer en estat d'embriaguesa, fet que l'hi va transmetre certa fama i va dirigir l'atenció d'aquesta marca cap a un públic mes "Canalla".
| Any  | Equip           | Xassís      | Motor       | 1   | 2   | 3   | 4   | 5       | 6       | 7     | 8   | 9   | Posició | Punts |
| ---- | --------------- | ----------- | ----------- | --- | --- | --- | --- | ------- | ------- | ----- | --- | --- | ------- | ----- |
| 1951 | Duncan Hamilton | Talbot-Lago | Talbot-Lago | SUI | 500 | BEL | FRA | GBR 12  | ALE Ret | ITA   | ESP |     | -       | 0     |
| 1952 | HW Motors       | HWM         | HWM         | SUI | 500 | BEL | FRA | GBR Ret | ALE     | HOL 7 | ITA |     | -       | 0     |
| 1953 | HW Motors       | HWM         | HWM         | ARG | 500 | HOL | BEL | FRA     | GBR Ret | ALE   | SUI | ITA | -       | 0     |

### Resum
| Curses: | Victòries: | Pòdiums: | Poles: | Voltes ràpides: | Punts: |
| ------- | ---------- | -------- | ------ | --------------- | ------ |
| 5       | 0          | 0        | 0      | 0               | 0      |